# Andrij Makarenko

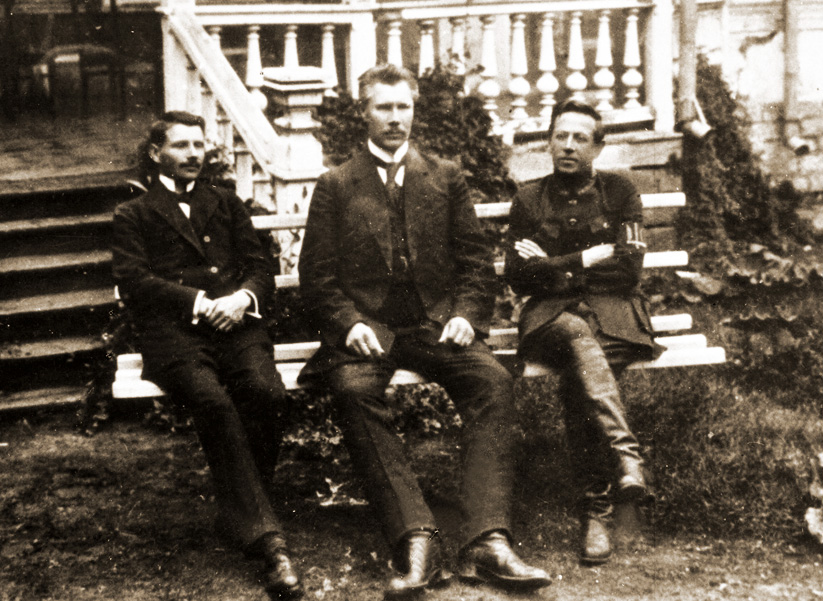
Direktorium in Kamjanez-Podilskyj 1919. Von links nach rechts: Andrij Makarenko, Fedir Schwez, Symon Petljura

Andrij Hawrylowytsch Makarenko (ukrainisch Андрій Гаврилович Макаренко; * 17. Juli 1885 in Hadjatsch, Gouvernement Poltawa, Russisches Kaiserreich; † 28. November 1963 in Houston, Texas, Vereinigte Staaten) war ein ukrainischer Politiker.

## Leben
Andrij Makarenko kam in der Stadt Hadjatsch in der heute ukrainischen Oblast Poltawa zur Welt.
Vor 1917 war er in der Geschäftsführung der Südwestbahnen in Kiew tätig.
Nach der Februarrevolution 1917 war er einer der Organisatoren und Chef der ukrainischen Eisenbahnergewerkschaft sowie Initiator der ukrainischen Eisenbahnverwaltung.
Im Ukrainischen Staat (Hetmanat) war er Abteilungsdirektor des Eisenbahnministeriums des ukrainischen Staates, war aber zeitgleich auch einer der Organisatoren des Aufstandes gegen das Hetmanat.
Als Parteigänger der Ukrainischen sozialdemokratischen Arbeiterpartei (Українська соціал-демократична робітнича партія (УСДРП)) wurde er in der Nacht vom 13. zum 14. November 1918 Gründungsmitglied des Direktoriums der Ukrainischen Volksrepublik, dem Exekutivorgan der Ukrainischen Volksrepublik.
Er emigrierte 1919 in die Tschechoslowakei, wo er am Ukrainischen Pädagogischen Institut in Prag promovierte. Am 4. Januar 1921 wurde er Gründungsmitglied des Allukrainischen Nationalrats. Gemeinsam mit Fedir Schwez (Федір Петрович Швець; 1882–1940) und Opanas Andrijewskyj (Опанас Михайлович Андрієвський; 1878–1955) organisierte er in den Jahren 1928/29 die Ukrainische nationale Rada, die als zentrales Vertretungsorgan ukrainischer Emigranten gedacht war. Später ging er nach Österreich und 1945 nach Westdeutschland, wo er in Regensburg die orthodoxe Gemeinde leitete, ukrainische Emigranten unterstützte und vor deren Rückführung in die Sowjetunion bewahrte. Schließlich emigrierte er 1951 in die Vereinigten Staaten, wo er 77-jährig in Houston, Texas starb und auf dem Forest Park Cemetery bestattet wurde.